# Вирнуи
Вирнуи (валл. Llyn Efyrnwy) — водохранилище в округе Поуис, Уэльс, построенное в 1880-х годах для снабжения Ливерпуля пресной водой. Оно затопило долину реки Вирнуи и нанесло ущерб деревне Лланудин. Заповедник озера Вирнуи управляется Королевским обществом защиты птиц и компанией Северн-Трент. Заповедник — популярное место для орнитологов, велосипедистов и пеших туристов. Заповедник является объектом особого научного интереса, особо охраняемой территорией и специальной заповедной территорией.

## Строительство

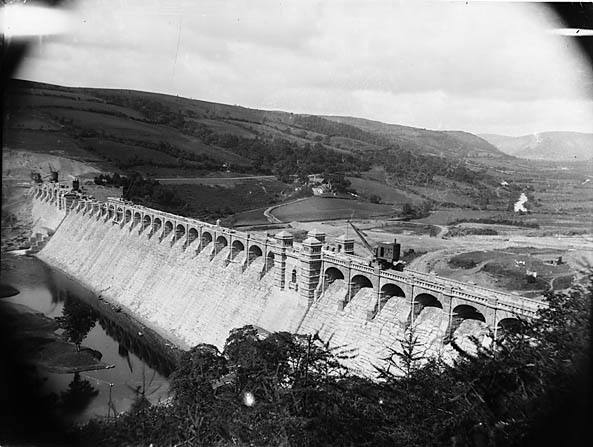
Строящаяся плотина, 1885 год

В 1879 году инженер Джордж Дикон (1843—1909) подготовил проект строительства дамбы. Долина была выбрана из-за своих размеров, подходящей геологии большой водосборной площади реки Вирнуи. Река достигает 63,9 км в длину. Сегодня она течёт от плотины в Шропшире, где она впадает в реку Северн близ села Мелверли на границе Уэльса. Устье Северна находится в Бристольском заливе.
Томас Хоксли был назначен главным инженером и разработал конструкцию каменной плотины. Строительство дамбы началось в 1881 году и было завершено в 1888 году. Дикон сменил Хоксли в 1885 году Это была первая большая каменная плотина в Великобритании. Она частично построена из больших блоков из валлийского сланца. Стоимость постройки была оценена в £620 000 (эквивалентно £480 млн на 2016 год). Плотина достигает 45 метров в высоту, 37 метров в толщину и 355 метров в длину; имеет мост наверху. Она украшена 25 арками и двумя маленькими башенками высотой по 4,3 метра.

## Водохранилище
Вирнуи — крупнейшее водохранилище бассейна Северна. Водоизмещение составляет 59,7 гигалитров воды; площадь водохранилища — 4,54 км² (около 600 футбольных полей), глубина — 26 метров. Длина береговой линии составляет 19 км. Длина дороги, идущей вокруг озера, 7,64 км. В ясный день озеро, как и многие другие озёра в Северном Уэльсе, можно увидеть из космоса.